# (73447) 2002 NM13
(73447) 2002 NM13 – planetoida z pasa głównego asteroid okrążająca Słońce w ciągu 5,4 lat w średniej odległości 3,08 j.a. Odkryta 4 lipca 2002 roku.